# Хелеучешть (комуна)
Хелеучешть, Хелеучешті (рум. Hălăucești) — комуна у повіті Ясси в Румунії. До складу комуни входять такі села (дані про населення за 2002 рік):
- Лункаші (979 осіб)
- Хелеучешть (4811 осіб)

Комуна розташована на відстані 300 км на північ від Бухареста, 59 км на захід від Ясс.

## Населення
За даними перепису населення 2002 року у комуні проживали 5790 осіб.
Національний склад населення комуни:
| Національність | Кількість осіб | Відсоток |
| -------------- | -------------- | -------- |
| румуни         | 5788           | > 99,9%  |
| болгари        | 1              | < 0,1%   |

Рідною мовою назвали:
| Мова       | Кількість осіб | Відсоток |
| ---------- | -------------- | -------- |
| румунська  | 5788           | > 99,9%  |
| болгарська | 1              | < 0,1%   |

Склад населення комуни за віросповіданням:
| Релігія       | Кількість осіб | Відсоток |
| ------------- | -------------- | -------- |
| римо-католики | 5107           | 88,2%    |
| православні   | 677            | 11,7%    |
| адвентисти    | 6              | 0,1%     |